# Samo Chalupka
Samo Chalupka ( 27 février 1812 Horná Lehota, district de Brezno, Empire d'Autriche, aujourd'hui Slovaquie - 19 mai 1883 Horná Lehota) était un poète romantique slovaque.

## Poème
- 1829 - Repertorium dispositionum
- 1834 - Koníku moj vraný
- 1834 - Nářek slovenský
- 1834 - Píseň vojenská
- 1864 - Mor ho!
- 1868 - Spevy:
  - Likavský väzeň (original Jánošíkova náumka)
  - Kráľoholská
  - Branko
  - Kozák (original Syn vojny)
  - Turčín Poničan
  - Boj pri Jelšave
  - Odboj Kupov
- Vojenská
- Juhoslovanom
- Bolo i bude
- Večer pod Tatrou
- Při návratu do vlasti
- Smutek
- Toužba po vlasti
- Má vlast